# William al II-lea al Angliei
William al II-lea "Rufus" (n. 1060, Normandia, Guernsey – d. 2 august 1100, Parcul Național New Forest⁠(d), Anglia, Regatul Unit), a fost rege al Angliei în perioada 1087 - 1100, al treilea fiu al Regelui William I al Angliei (William Cuceritorul), exercitându-și puterea asupra Ducelui Normandiei și având destulă influență în Regatul Scoției.
| William al II-lea al Angliei Casa de NormandiaNaștere: 1056 Deces: 2 august 1100 |                                    |                           |
| Titluri regale                                                                   |                                    |                           |
| Predecesor: William I                                                            | Rege al Angliei 1087 – 1100        | Succesor: Henric I        |
| Regalitate engleză                                                               |                                    |                           |
| Necunoscut                                                                       | Moștenitor al tronului englez 1087 | Succesor: Robert Curthose |

1. ↑  „William al II-lea al Angliei”, Gemeinsame Normdatei, accesat în 24 aprilie 2014
2. ↑  Guglièlmo II (re d'Inghilterra), Enciclopedia Sapere
3. ↑  Guillem II d’Anglaterra, Gran Enciclopèdia Catalana
4. 1 2  The Peerage
5. 1 2 3 4  Kindred Britain